# Elson Becerra
Pour les articles homonymes, voir Becerra.
Elson Becerra, né le 26 avril 1978 à Carthagène des Indes (Colombie), mort le 8 janvier 2006 à Carthagène des Indes (Colombie), est un footballeur colombien, qui évoluait au poste d'attaquant au Deportes Tolima, à l'Atletico Junior, à l'América Cali et à Al Jazira ainsi qu'en équipe de Colombie.
Becerra marque un but lors de ses quatorze sélections avec l'équipe de Colombie entre 2000 et 2003. Il participe à la Copa América en 2001 qu'il remporte et à la Coupe des confédérations en 2003 avec la Colombie.
Le 8 janvier 2006, alors qu'il dansait dans une discothèque de Carthagène, il est tué par arme à feu avec un ami par des hommes avec qui il avait eu une altercation quelques jours auparavant.

## Carrière
- 1999-2001 : Deportes Tolima
- 2002-2003 : Atletico Junior
- 2003 : América Cali
- 2003-2006 : Al Jazira  [2]

## Palmarès

### En équipe nationale
- 14 sélections et 1 but avec l'équipe de Colombie entre 2000 et 2003.
- Vainqueur de la Copa América 2001.
- Participation à la Coupe des confédérations 2001.